# 大魏尔
大魏尔是德国巴伐利亚州的一个市镇。总面积22.04平方公里，总人口1463人，其中男性714人，女性749人（2011年12月31日），人口密度66人/平方公里。